# Klinga kommun
Klinga kommun (norska: Klinga kommune) var en kommun i Nord-Trøndelag fylke i Norge. Kommunen omfattade den sydöstra delen av nuvarande Namsos kommun. Tätorten Bangsund utgjorde kommunens centralort. 

## Administrativ historik
Klinga kommun upprättades den 1 januari 1891 genom utbrytning ur Vemundviks kommun. Kommunen hade 1 387 invånare vid upprättandet.
Den 1 januari 1964 gick Klinga kommun, tillsammans med Vemundviks kommun och delar av kommunerna Otterøy och Fosnes, upp i Namsos kommun. Kommunens hade då 2 482 invånare.